# Pisellino
Pisellino (in inglese Swee'Pea e, occasionalmente in italiano, Betulla) è un personaggio di Braccio di Ferro, creato nel 1929 dal disegnatore Elzie Crisler Segar.

## Il Personaggio
Figlio adottivo di Braccio di Ferro, Pisellino fa la sua comparsa nel fumetto il 24 luglio 1933, quando viene consegnato, all'interno di un pacco postale, alla redazione del quotidiano The Daily Blast, di cui Braccio di Ferro è co-proprietario e capocronista. Il marinaio si affeziona immediatamente al bimbo e lo battezza con un mastello di spinaci imponendogli il nome di "Scooner Seawell Georgia Washenting Christiffer Columbia Daniel Boom"; tale nome lascia presto spazio al soprannome "Swee'Pea", che accompagnerà per sempre il personaggio. In seguito la madre tornerà a reclamare il bambino, che tuttavia deciderà di rimanere con Braccio di Ferro. Si scoprirà che Pisellino è in realtà il principe erede di un reame chiamato Demonia, del quale è il legittimo erede al trono: la madre lo aveva abbandonato in seguito all'assassinio del padre, per proteggerlo dai suoi nemici; il bambino rinuncerà a trono e titolo nobiliare pur di rimanere col suo padre adottivo.
Inizialmente Pisellino è rappresentato come un neonato, indossa sempre una tutina da gattonamento e non è in grado di parlare; in seguito al suo abbigliamento sarà aggiunto un berretto da marinaio come quello di Braccio di Ferro e il bambino sarà in grado di esprimersi a parole (pur restando comunque un lattante nell'aspetto). Spesso dimostra inoltre una grandissima forza, ed è in grado di mettere al tappeto avversari più grossi di lui. Ma Pisellino è anche un bambino dolce e sensibile: quando la Strega del Mare gli metterà contro Alice the Goon, riuscirà a conquistare il suo cuore e a farsela amica.

## In altri media
Pisellino debutta nel cartone animato del 1936 dal titolo Popeye and little Sweet Pea, e in seguito comparirà in una decina di cortometraggi. Il personaggio è presente anche nel film live action statunitense del 1980 Popeye - Braccio di ferro, dove viene interpretato da Wesley Ivan Hurt.